# HMS Calliope (1884)
La HMS Calliope fue una corbeta clase Calypso de la Royal Navy que estuvo en servicio desde 1887 a 1951. 

## Historial
Al igual que otras fragatas y corbetas existentes en 1887, la Calliope fue reclasificada ese año como crucero de tercera clase. Ejemplo de la naturaleza transitoria de la armada británica a finales de la época victoriana, la Calliope fue una de las últimas corbetas a vela pero estaba también propulsada por dos potentes máquinas de vapor. Fue también uno de los primeros cruceros dotados de casco fabricado íntegramente con acero, aunque este fue recubierto de planchas de cobre bajo la línea de flotación, tal y como se hacía con los cascos de madera.
La Calliope es conocida por estar implicada en «uno de los episodios más famosos de la navegación en el siglo XIX», pues fue el único navío que sobrevivió al ciclón tropical en la crisis samoana que asoló la ciudad de Apia, Samoa, en 1889. Tras ser retirado del servicio activo, desde 1907 hasta 1951 el crucero sirvió como buque escuela y este último año fue vendido para su desguace.

## Galería

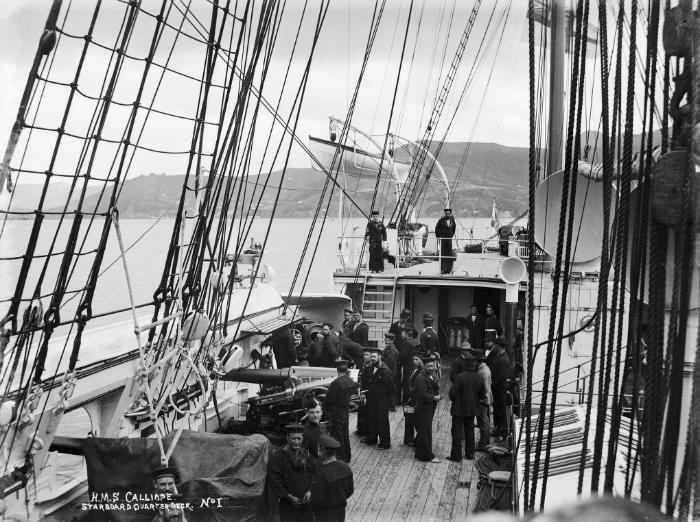
Cubierta de la Calliope. Foto tomada en Port Chalmers, Nueva Zelanda, entre 1887 y 1889.
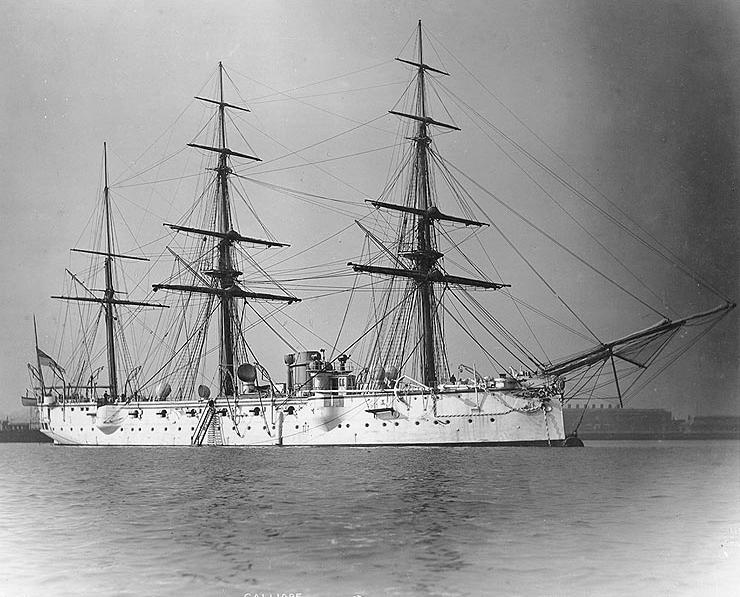
La Calliope en la década de 1880.
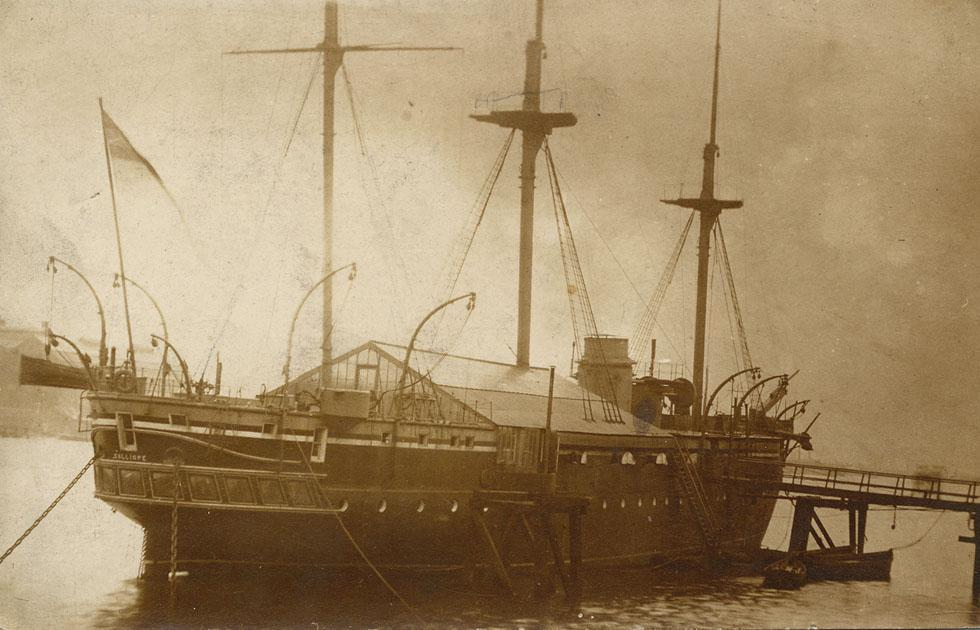
El crucero en Blyth, Northumberland, c. 1920